# هالويل دافيس
هالويل ديفيس (بالإنجليزية: Hallowell Davis)‏ (31 أغسطس 1896 - 22 أغسطس 1992) فيزيولوجي أمريكي وأخصائي طب الأنف والأذن والحنجرة والباحث الذي قام بعمل رائد في فسيولوجيا السمع والأذن الداخلية. شغل منصب مدير البحوث في المعهد المركزي للصم في سانت لويس (ميزوري).

## حياته
ولد هالويل دافيس في 31 أغسطس 1896، في مدينةنيويورك، ابن المحامي هوراس أ. ديفيس. تخرج من كلية هارفارد في عام 1918، حيث كان من يخطب في حفلة التخرج. حصل على شهادة الطب من مدرسة طب هارفارد في عام 1922 ثم أمضى سنة في جامعة كامبريدج حيث تم تدريبه كخبير في علم الفيزيولوجيا الكهربائية في مختبر إدغار أدريان.
في عام 1925، عين هارفارد ديفيس ليكون بمثابة المعلم الرسمي والمدرب في العلوم الطبية ما قبل الطب، كوسيلة للمساعدة في إعداد الطلاب الذين يعتزمون التقدم إلى هارفارد وغيرها من المدارس الطبية «للحصول على أسلم أساس عام ممكن لتعليمهم الطبي». بعد عام في إنجلترا، عاد للتدريس في جامعة هارفارد وأصبح أستاذا مساعدا في كلية هارفارد في عام 1927 وأول مدرس في العلوم البيوكيميائية، وأصبح في وقت لاحق مدير المختبر النفسي والصوتي في المدرسة.

## ريادته في علم السمعيات
خلال ثلاثينيات القرن العشرين، شارك ديفيس في تطوير تخطيط أمواج الدماغ وكان أول شخص في الولايات المتحدة لديه موجات دماغه الممسوحة ضوئيا بواسطة جهاز إيغ. ركز على علم وظائف الأعضاء من الأذن الداخلية، وحقق في كيفية انتقال النبضات العصبية إلى الدماغ عن طريق العصب القوقعي. وأدت دراساته إلى تطوير قياس السمع الكهربائي، مما سمح بتشخيص صعوبات السمع لدى الرضع. يرجع الفضل لروبرت غالامبوس في صياغة كلمة «علم السمع» في 1940، حيث قال ان مصطلح «التدريب الأذني» السائدة آنذاك بدا وكأنه طريقة لتعليم الناس كيفية تذبذب آذانهم.
انتقل ديفيس إلى المعهد المركزي للصم، حيث كان بعض من عمله المبكر في وزارة شؤون المحاربين القدامى لتطوير وتحسين السمع للجنود الذين عانوا من فقدان السمع. ومن خلال الجمع بين الجوانب والبحوث من مجالات السلوكية والهندسة الكهربية الصوتية والفيزيولوجيا الكهربية، كان ديفيس قادرا على التقدم في دراسة المجال، والتي يمكن رؤيتها في عمله عام 1947 السمع والصمم: دليل للرجل العادي، الذي شارك في تحريره مع ريتشارد سيلفرمان. كما كان أستاذا في علم وظائف الأعضاء في كلية الطب بجامعة واشنطن، حيث ألقى محاضرات عن السمع والكلام. أظهر البحث الذي أجراه ديفيس إلى الجمعية البريطانية لتقدم العلوم في عام 1952 أن خلايا الشعر في الأذن الداخلية تلعب دورا محوريا في تحويل التحفيز الميكانيكي للصوت إلى نبضات كهربائية يتم إرسالها إلى الدماغ ومن ثم معالجتها.
خلال عام 1960، خدم ديفيس في لجنة المجلس الوطني للبحوث سونيك بوم، حيث قال أن الضجيج من شأنه أن يؤدي إلى سماع تهيج للجمهور، بالإضافة إلى كونه خطرا اقتصاديا.
منحت ديفيس قلادة العلوم الوطنية في عام 1975.

## حياته الشخصية
تزوج من بولين ألين في عام 1923 في مخيم للاجئين بالقرب من إسطنبول، حيث كانوا يعالجون التيفوس والجدري وغيرها من الأمراض. شغلت منصب شريك البحث حتى وفاتها في عام 1942. تزوج فلورنسا إيتون في عام 1944 ثم نانسي جيلسون في عام 1983، بعد ثلاث سنوات من وفاة زوجته الثانية.
كان ديفيس مقيما في المدينة الجامعية بولاية ميسوري. توفي في سن 95 في 22 أغسطس 1992، في بيتسدا دالورث الرئيسية في سانت لويس. وقد نجت زوجته الثالثة، نانسي، فضلا عن ابنة، واثنين من الأبناء، وأربعة أحفاد. وتبرع بأذنه الداخلية للبحث العلمي.